# KF 테우타 두러스

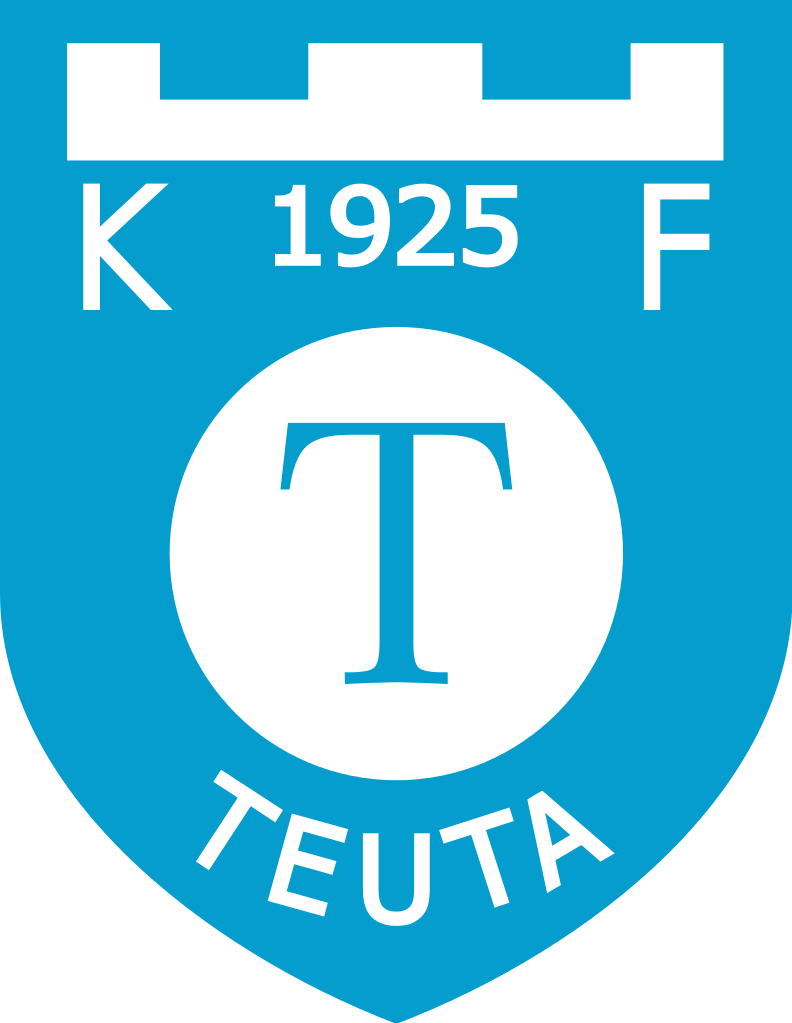

KF 테우타 두러스(알바니아어: KF Teuta Durrës)는 알바니아 두러스의 축구 클럽으로 현재는 알바니아 수페르리가에 참가하고 있다.
1920년 KS 우라니(KS Urani)라는 이름으로 창단되었으며 1922년 SK 두러스(SK Durrës), 1930년 KS 테우타(KS Teuta), 1946년 율리 이 쿠크 두러스(Ylli i Kuq Durrës, "붉은 별"이라는 뜻), 1949년 SK 두러스, 1951년 푸나 두러스(Puna Durrës), 1958년부터 1991년까지 KS 로코모티바 두러스(KS Lokomotiva Durrës)라는 이름을 사용했다. 1991년부터 KS 테우타라는 이름을 사용하고 있다.

## 성적
- 알바니아 수페르리가 2회 우승 (1993–94, 2020/21)
- 알바니아 2부 리그 2회 우승 (1959, 1961)
- 알바니아 컵 3회 우승 (1994–95, 1999–00, 2004–05)

## 선수 명단

### 현역
- 레알도 필리(2023 ~ )
- 아시온 다야(2020 ~ 2022, 2023 ~ )
- 클레이디 다치(2021 ~ 2022, 2023 ~ )